# Osamu Shimomura
Osamu Shimomura (下村 脩, Shimomura Osamu) (Quioto, 27 de agosto de 1928 - Nagasaki, 19 de outubro de 2018) foi um químico japonês.
Foi o primeiro a isolar a proteína verde fluorescente a partir dos órgãos fotoluminescentes da alforreca (medusa, água-viva, no português brasileiro) Aequorea victoria. Por este trabalho foi galardoado com o Nobel de Química de 2008, partilhado com seus colaboradores Martin Chalfie e Roger Tsien.